# Bruna Colombetti
Bruna Colombetti-Peroncini, née le 27 janvier 1936 à Milan et morte le 26 juillet 2008 dans la même ville, est une escrimeuse italienne. Médaillée de bronze olympique par équipes, elle a également été vice-championne du monde au fleuret individuel.

## Biographie

### Carrière
Escrimeuse précoce, petite-fille du maître d'armes Luigi Colombetti, Bruna s'illustre dès l'adolescence au plus haut niveau. Elle n'a que 17 ans lorsqu'elle décroche la médaille de bronze par équipes aux championnats du monde de 1953 à Bruxelles. Deux ans plus tard, à 19 ans, elle remporte sa seule médaille individuelle aux championnats du monde de Rome en 1955, une médaille d'argent derrière la Hongroise Lidia Dömölki. Ses performances lui valent une qualification pour les Jeux de 1956 à Melbourne. Elle se qualifie sans difficulté pour la poule finale de huit tireuses mais, avec une seule victoire (contre la multiple championne olympique et mondiale Ellen Müller-Preis, 44 ans, qu'elle a déjà battu deux fois lors des deux tours précédents), finit huitième et dernière de cette finale. 
L'année suivante est celle du titre mondial pour l'équipe d'Italie, qui remporte la finale à Paris contre l'équipe d'Allemagne de l'Ouest. Jusqu'en 1965, après un passage à vide de plusieurs années, Colombetti et l'équipe d'Italie recevront trois nouveaux accessits aux championnats du monde mais pas d'autre titre. En 1960, l'équipe italienne remporte devant son public la médaille de bronze par équipes aux Jeux olympiques. L'équipe italienne débute par une victoire contre le Venezuela (13 victoires à 3), puis une défaite contre l'Union soviétique. Ces résultats suffisent à se qualifier pour les quarts de finale, où l'Italie dispose de la Pologne (9-5), puis chute en demi-finale contre la Hongrie (3-9). Une large victoire contre l'équipe unifiée d'Allemagne (9-2) permet aux italiennes de se classer troisièmes.
D'autres participations aux Jeux, en 1964 et 1968 ne permettront pas de renouveler cette performance. Par équipes, la route des italiennes est systématiquement barrée par l'équipe soviétique, la meilleure formation de fleurettistes féminines de l'époque aux côtés de l'équipe hongroise. En individuel, elle se classe de nouveau parmi les huit premières en 1964, et s'arrête au second tour en 1968. Son palmarès individuel, en dehors de sa médaille mondiale, demeure national avec trois titres obtenus en 1955, 1958 et 1959.

### Après la retraite sportive
En juin 1971, Bruna Colombetti obtient un diplôme de Maître d'armes auprès de l'Académie d'escrime italienne. Elle entraîne son propre petit-fils, l'épéiste Alfredo Rota qui connaît la consécration olympique aux Jeux olympiques de Sydney en 2000. Elle occupe ensuite un poste au Comité national olympique italien.
Elle meurt à l'âge de 72 ans, quelques jours avant l'ouverture des Jeux de Pékin 2008, où Alfredo Rota remporte une nouvelle médaille de bronze.

## Palmarès
- Jeux olympiques
  -  Médaille de bronze par équipes aux Jeux olympiques de 1960 à Rome

- Championnats du monde d'escrime
  -  Médaille d'or par équipes aux championnats du monde d'escrime 1957 à Paris
  -  Médaille d'argent aux championnats du monde d'escrime 1955 à Rome
  -  Médaille d'argent par équipes aux championnats du monde d'escrime 1954 à Luxembourg
  -  Médaille de bronze par équipes aux championnats du monde d'escrime 1965 à Paris
  -  Médaille de bronze par équipes aux championnats du monde d'escrime 1963 à Gdańsk
  -  Médaille de bronze par équipes aux championnats du monde d'escrime 1962 à Buenos Aires
  -  Médaille de bronze par équipes aux championnats du monde d'escrime 1955 à Rome
  -  Médaille de bronze par équipes aux championnats du monde d'escrime 1953 à Bruxelles